# Alma Ostra-Oinas
Alma Rosalie Ostra-Oinas (nacida Ostra; Põlva, Livonia, 4 o 16 de septiembre de 1886 - Intá, RASS de Komi, 2 de noviembre de 1960) fue una periodista, escritora y política estonia.

## Biografía
Alma Rosalie Ostra nace el 4 o 16 de septiembre de 1886 en el pueblo de Vastse-Kuuste, parte del condado de Põlva en la entonces gobernación de Livonia (Imperio ruso). Ostra realizó su educación primaria en la Escuela Primaria Schwarz entre 1893 y 1898, después de lo cual comenzó a estudiar en la escuela de G. Faure. Más tarde asistió al Gymnasium Femenino Pushkin en Tartu entre 1901 y 1905, tiempo en el que se volvió activa en la política nacional radical clandestina, uniéndose al Partido Obrero Socialdemócrata de Rusia en 1903, trabajando en su organización interescolar y asistiendo a los discursos de los socialistas rusos.
Se vio obligada a abandonar la escuela en 1905 por su participación en la política radical y se trasladó a Riga, donde fue arrestada por las autoridades rusas por su participación en una imprenta ilegal, y finalmente fue enviada a Siberia, escapando de la cárcel en 1906 y asistiendo al Congreso del Partido Socialdemócrata Ruso en Londres en 1907. En 1909 se casó con el comunista Jaan Anvelt para poder asumir un nombre legal diferente (cambió su nombre a Alma Anvelt-Ostra), y entre 1910 y 1915 estudió matemáticas y filosofía en los Cursos Bestúzhev de San Petersburgo, casándose también con el político Aleksander Oinas en 1914 (cambiando entonces su nombre a Alma Ostra-Oinas).
Luego se instaló en la ciudad estonia de Võnnu donde, entre 1916 y 1917, fue directora del Severopomoštš, un servicio sanitario, y en 1917 fue elegida miembro del Consejo de Obreros y Soldados, editando también el periódico socialdemócrata Sotsiaaldemokraadi toimetus entre 1917 y 1918.
Fue concejala de las ciudades de Tallin y Tartu, siendo una de las primeras mujeres en ser concejala de una ciudad del Gobierno Autónomo de Estonia, y se unió a la Asamblea Provincial de Estonia el 20 de noviembre de 1918, reemplazando a Jaan Treial; también fue miembro de la Asutav Kogu (Asamblea Constituyente) entre 1919 y 1920, y fue elegida para la primera legislatura del Riigikogu (parlamento estonio), en 1920, sirviendo hasta el final de la sesión. En la segunda legislatura, reemplazó a Mihkel Janson el 3 de octubre de 1925 y ocupó el cargo hasta el final de la sesión. Fue elegida para la tercera legislatura cuando se convocó en 1926, pero renunció el 1 de julio de ese año y fue reemplazada por Eduard Kink. En todos los cargos fue miembro del Partido de los Trabajadores Socialdemócratas Estonios (ESDTP por sus siglas en estonio).
Su trabajo en el Riigikogu incluyó la presentación de un proyecto de ley sobre el derecho de familia, que no fue aprobado, pero influyó en la legislación posterior. Ostra-Oinas se mantuvo activa como periodista; fue editora de Ametiühisusline kuukiri (1923-27), y también volvió a estudiar, inicialmente en medicina, pero de 1921 a 1929 estudió derecho en la Universidad de Tartu. También recibió la Orden de la Cruz Roja de Estonia, de segunda clase en 1929.
Durante la Ocupación de las repúblicas bálticas por la Unión Soviética, el esposo de Ostra-Oinas, Aleksander, fue arrestado por las autoridades soviéticas y enviado a un campo de prisioneros en Siberia, donde murió en 1942. La propia Ostra-Oinas fue detenida durante la Segunda Guerra Mundial, primero por los ocupantes alemanes y luego, en 1944, por los soviéticos; fue condenada a cinco años de prisión y deportación. Murió en 1960 en Intá, en la República Socialista Soviética Autónoma de Komi de la URSS.
Aparte de sus contribuciones a la política estonia, Ostra-Oinas es recordada como una de las primeras mujeres políticas en Estonia, habiendo sido una de las pocas que sirvieron en sus primeras cámaras legislativas.